# Združenje lastnikov letal in pilotov
AOPA združenje lastnikov letal in pilotov (ang. Aircraft Owners and Pilots Association, AOPA) je neprofitna politična organizacija s sedežem v Fredericku v Marylandu (ZDA), ki se zavzema za splošno letalstvo, v sloveniji deluje AOPA Slovenija. Članstvo AOPA sestavljajo predvsem piloti splošnega letalstva. AOPA obstaja, da služi interesom svojih članov kot lastnikov letal in pilotov ter spodbuja ekonomičnost, varnost, uporabnost in priljubljenost letenja v letalih splošnega letalstva. AOPA se zavzema tudi za ustanavljanje aeroklubov.
S 384.915 člani leta 2012 je AOPA največje letalsko združenje na svetu. AOPA je povezana z drugimi podobnimi organizacijami v drugih državah prek članstva v Mednarodnem svetu združenj lastnikov letal in pilotov (ang. International Aircraft Owners and Pilots Association, IAOPA).

## Zgodovina
Organizacija se je začela na Wings Fieldu v Blue Bellu v Pensilvaniji . Leta 1932 je bil na Wings Fieldu ustanovljen Philadelphia Aviation Country Club. Country club je bil kraj srečanj članov, ki so ustanovili AOPA.  AOPA je bila ustanovljena 15. maja 1939, C. Towsend Ludington je bil ustanovni predsednik.  Leta 1971 je organizacija kupila revijo Airport World Magazine in svoje delovanje preselila v Bethesdo v Marylandu.

## Programi
AOPA ima več programov.
- AOPA Foundation je dobrodelna organizacija AOPA 501(c)(3) . [8] Štirje cilji fundacije so izboljšati splošno varnost v letalstvu (pod okriljem Inštituta za varnost v zračnem prometu), povečati število pilotov, ohraniti in izboljšati skupnostna letališča ter zagotoviti pozitivno podobo splošnega letalstva. [9]
- AOPA Political Action Committee je samo za člane AOPA. Z lobiranjem zastopa interese splošnega letalstva pri kongresu, izvršni veji oblasti ter državnih in lokalnih vladah. AOPA PAC se zavzema za zvezne, državne in lokalne kandidate, ki podpirajo njihovo politiko, in nasprotuje tistim, ki je ne podpirajo, prek oglaševalskih in množičnih kampanj članstva. [10]
- GA služi Ameriki je bil ustanovljen za promocijo splošnega letalstva v javnosti. [11]
- Načrt pravnih storitev/Storitve zaščite pilotov nudi članom AOPA pravno obrambo pred domnevnimi izvršilnimi stroški FAA ter pomoč pri pridobitvi zdravniškega pregleda FAA med letom. Vpis v Pilot Protection Services je odprt samo za člane AOPA in zahteva dodatno plačilo nad članarino. Načrt pravnih storitev je bil maja 2012 združen s prejšnjim medicinskim programom pod imenom Pilot Protection Services. Načrt pravnih storitev je bil izdelan junija 1983. [12]
- Air Safety Institute (prej Air Safety Foundation) je ločena neprofitna, davkov oproščena organizacija, ki spodbuja varnost in usposobljenost pilotov v splošnem letalstvu s kakovostnim usposabljanjem, izobraževanjem, raziskavami, analizami in razširjanjem informacij. [13]
- You Can Fly, program za podporo letalskim klubom, spodbujanje najboljših praks pri usposabljanju za letenje, vračanje izgubljenih pilotov nazaj v zrak (Rusty Pilots), prinaša vire in strokovno znanje AOPA pilotskim skupinam po vsej državi in pomaga srednješolcem, da se naučijo več o poklicne poti v letalstvu. Vse to ob poskusu narediti letenje dostopnejše in cenovno dostopnejše. [14]

## Poglej tudi
- Kanadsko združenje lastnikov in pilotov – podobna organizacija, ustanovljena v Kanadi leta 1952
- Experimental Aircraft Association – podobna organizacija, osredotočena na doma izdelana letala